# Sotajoki (vattendrag, lat 68,52, long 26,83)
Sotajoki är ett vattendrag i Finland.   Det ligger i landskapet Lappland, i den norra delen av landet, 900 km norr om huvudstaden Helsingfors.